# Babrungas
Babrungas je vesnice ležící na Žemaitské vysočině v Litvě. Nachází se severně od města Plungė, protéká jí řeka Babrungas. V roce 2002 žilo v obci 576 obyvatel.